# Teatr Miejski w Gliwicach
Teatr Miejski w Gliwicach (1952–1996 Operetka Śląska, 1996–2001 Teatr Muzyczny w Gliwicach, 2001–2016 Gliwicki Teatr Muzyczny) – teatr dramatyczny w Gliwicach znajdujący się przy ulicy Nowy Świat 55–57. Powołany 13 października 2016 roku uchwałą Rady Miasta Gliwice. Spektakle prezentowane są na czterech scenach: Dużej Scenie przy Nowym Świecie, Małej Scenie przy Nowym Świecie, Scenie przy alei Przyjaźni oraz Scenie Bajka w budynku Kina Amok.

## Historia

### Teatr muzyczny
Teatr został założony 11 października 1952 roku jako Operetka Śląska ze sceną w Gliwicach (filia Opery Śląskiej w Bytomiu); od 2001 do 2016 roku działał pod nazwą Gliwicki Teatr Muzyczny. Jego repertuar zawierał zarówno klasyczne operetki, jak i nowoczesne musicale.
W 2005 roku Gliwicki Teatr Muzyczny przejął opiekę nad Ruinami Teatru Miejskiego w Gliwicach, a rok później nad budynkiem byłego gliwickiego kina Bajka. Na trzech scenach odbyły się polskie prapremiery musicali Człowiek z La Manchy M. Leigha, Hello, Dolly! J. Hermana, premiera operetki Ideał S. Moniuszki. Występowali tu tacy artyści jak: Maria Artykiewicz, Irena Brodzińska, Małgorzata Derdzianka, Xenia Grey, Wanda Polańska, Hanna Rutkowska, Stanisław Ptak, Ryszard Wojtkowski.
W repertuarze GTM znajdowały się zarówno klasyczne operetki (Księżniczka czardasza E. Kálmána, Ptasznik z Tyrolu K. Zellera, Orfeusz w piekle J. Offenbacha, Wiedeńska krew i Zemsta nietoperza J. Straussa, Wesoła wdówka F. Lehára, Kwiat Hawaii P. Ábraháma), jak i musicale (Zorba J. Kandera, Footloose T. Snowa, Hello, Dolly! J. Hermana, Grają naszą piosenkę N. Simona i M. Hamlischa, 42 ulica H. Warrena, Ragtime S. Flaherty’ego). Ta dwutorowość rozwoju artystycznego teatru miała zapewnić spełnienie oczekiwań dwóch rodzajów publiczności: tej przywiązanej do dominującego jeszcze niedawno w Gliwicach repertuaru operetkowego, oraz tej zainteresowanej współczesnymi formami teatru muzycznego. W repertuarze teatru znajdowały się również inne gatunki, takie jak spektakl tańca współczesnego (Zagubieni w sobie K. Aleksander-Kmieć, Rzeczy niepokój J. Łumińskiego, Chodnik 05 Jarosława Stańka), opery (Cyrulik sewilski G. Rossiniego, Carmen G. Bizeta), balet (Dziadek do orzechów Piotra Czajkowskiego), farsa (Dajcie mi tenora! K. Ludwiga), oratorium (Gość oczekiwany J. Kohuta), koncert symfoniczny czy baśń muzyczna (Skarby Złotej Kaczki J. Talarczyka, Kot w butach M. Rosińskiego).
Teatr przygotowywał również koncerty okolicznościowe, m.in. operetkowo-musicalowe i młodzieżowe. W przedstawieniach teatru występowali m.in.: Grażyna Brodzińska, Iwona Hossa, Ewa Uryga, Małgorzata Walewska, Andrzej Kostrzewski, Jaromir Trafankowski, Leszek Świdziński. Na stałe związani z gliwicką sceną są soliści, m.in.: Wioletta Białk, Małgorzata Długosz, Jolanta Kremer, Anita Maszczyk i Michał Musioł oraz chór, zespół baletowy i orkiestra teatru. Stałym współpracownikiem GTM był zespół kameralny Kwartet Śląski.
Od 2005 roku Gliwicki Teatr Muzyczny był organizatorem Krakowskiego Salonu Poezji w Gliwicach oraz cyklicznych imprez teatralnych i filmowych. Najważniejszą z nich były Gliwickie Spotkania Teatralne (1989–2015), w ramach których występowały m.in. teatry: Stary Teatr w Krakowie; Teatr Ateneum, Teatr Powszechny, Teatr Studio z Warszawy; Teatr im. Stefana Jaracza w Łodzi; Teatr Witkacego z Zakopanego. Uzupełnieniem programu GST były Dziecięce Spotkania Teatralne prezentujące „dziecięcego” repertuaru teatralnego z Polski i zagranicy – oraz Jesienne Teatrałki – październikowy przegląd twórczości wybranego zespołu. Impresariat GTM był również organizatorem festiwalu Jazz Sessions i gliwickich Nocy Świętojańskich, a pod egidą GTM działało kino studyjne „Amok”. Teatr wydawał Gliwicki Magazyn Kulturalny – bezpłatny miesięcznik, przybliżający mieszkańcom miasta jego ofertę kulturalną. Artyści GTM gościli m.in. w Teatrze im. J. Słowackiego w Krakowie, Teatrze Muzycznym w Gdyni, Teatrze Polskim w Warszawie oraz w stołecznej Sali Kongresowej.

## Współczesność

### Teatr dramatyczny
W 2015 roku, wraz ze zmianą dyrektora teatru, rozpoczęły się zmiany w Gliwickim Teatrze Muzycznym. Pawła Gabarę zastąpił Grzegorz Krawczyk. Zastępcą dyrektora ds. artystycznych został Łukasz Czuj. 16 czerwca 2016 roku Rada Miasta Gliwice podjęła uchwałę, w której zaktualizowała statut teatru. Jedną z aktualizacji była zmiana nazwy z Gliwicki Teatr Muzyczny na Teatr im. Tadeusza Różewicza w Gliwicach. Na uczynienie patronem gliwickiej sceny Tadeusza Różewicza nie zgodziła się Wiesława Różewicz – wdowa po twórcy. Teatr rozpoczął swój pierwszy sezon pod nazwą – Teatr Miejski w Gliwicach.
W skład nowego zespołu artystycznego weszli: Izabela Baran, Karolina Burek, Alina Czyżewska Mariusz Galilejczyk, Grzegorz Kliś, Łukasz Kucharzewski, Aleksandra Maj, Dominika Majewska, Maciej Piasny, Michał Wolny.
Od 1 sierpnia 2016 roku teatr zmienił repertuar w stronę teatru dramatycznego i impresaryjnego. W skład Teatru Miejskiego w Gliwicach weszły Duża Scena przy ul. Nowy Świat, Scena przy Alei Przyjaźni w Ruinach Teatru Victoria oraz Scena Bajka w kinie „Amok”. Z czasem rozbudowano infrastrukturę teatralną. W gmachu głównym, przy ul. Nowy Świat otwarto: Scenę Kameralną i Scenę Mikro. Końcem roku 2016 dokonano poszerzenia sceny, przemalowane zostało proscenium i odświeżone garderoby oraz zaplecze. Dokonano także modernizacji nagłośnienia i oświetlenia.
Inauguracja sezonu 2016/17 miała miejsce 24 września na Scenie przy Alei Przyjaźni, w ruinach dawnego Teatru Victoria. Z tej okazji Teatr Pijana Sypialnia zagrał spektakl „Wodewil Warszawski”.
Teatr prowadzi również działalność edukacyjną skierowaną do dzieci, rodzin, seniorów oraz osób zainteresowanych pedagogiką teatralną: „Lekcje teatralne”, „Dziecięce Studio Teatralne”, „Teatr Seniora”, „Poznaj teatr”, jak również warsztaty dla nauczycieli i instruktorów teatralnych. W pierwszym sezonie, w ramach cyklu „Teatr LUBI Dzieci” zaprezentowano gościnne spektakle dla dzieci m.in. „Cirkus Charms” czeskiego zespołu Teatro Tatro, „Najmniejszy samolot na świecie” Teatru „Maska” z Rzeszowa, „Czerwony Kapturek” Teatru Lalek Guliwer w Warszawie.
W latach 2017–2019 konsultantem ds. teatru dzieci i młodzieży był Zbigniew Prażmowski, odpowiedzialny za dobór artystów współpracujących oraz tworzenie repertuaru dla dzieci  na Scenie Kameralnej przy Nowym Świecie.
w 2019 roku, spektakl „Najmrodzki, czyli dawno temu w Gliwicach” (scenariusz i reżyseria Michał Siegoczyński) zdobył wiele nagród na organizowanym przez Instytut Teatralny im. Zbigniewa Raszewskiego, 25. Ogólnopolskim Konkursie Na Wystawienie Polskiej Sztuki Współczesnej: Grand Prix dla najlepszego spektaklu, Michał Siegoczyński – nagroda za najlepszą reżyserię, Mariusz Ostrowski – nagroda dla najlepszego aktora sezonu teatralnego 2018/ 2019. Wyróżnienia aktorskie dla Izabeli Baran, Karoliny Olgi Burek, Aleksandry Maj, Dominiki Majewskiej oraz Przemysława Chojęty.
W czerwcu 2019 roku, na stanowisko zastępcy dyrektora ds. artystycznych został mianowany Jerzy Jan Połoński: muzyk, aktor, pedagog i reżyser teatralny, Dyrektor Artystyczny Teatru Maska w Rzeszowie w latach 2015–2016.

### Premiery

#### Sezon 2016/ 2017
- „Dom Spokojnej Młodości”, Michał Chludziński i Łukasz Czuj, reżyseria: Łukasz Czuj, 1. premiera: 22 stycznia 2017, Duża Scena przy Nowym Świecie. Scenariusz: Michał Chludziński, Łukasz Czuj; reżyseria: Łukasz Czuj; asystentka reżysera: Patrycja Wróbel; scenografia i kostiumy: Michał Urban; muzyka i aranżacje: Marcin Partyka; przygotowanie wokalne: Ewa Zug; kierownik zespołu muzycznego: Remigiusz Hadka; choreografia: Paulina Andrzejewska; inspicjent: Marek Migdał. Obsada: Izabela Baran (Andżelika Żal), Karolina Burek (Marianna Obłok), Alina Czyżewska (Kazimiera Muss-Sein), Mariusz Galilejczyk (Jan Maria Etam), Grzegorz Kliś (Marian Pająk), Łukasz Kucharzewski (Pan Hojny), Aleksandra Maj (Jolanta Frajda), Dominika Majewska (Frania Bum Bum), Maciej Piasny (Andrzej Sromota), Artur Pierściński (Edward Pałęta), Karolina Wasilewska (Dominika Tomczyk), Michał Wolny (Dominik Mikrut)[19].
- „Ach, jak cudowna jest Panama”, spektakl dla dzieci, wg Janoscha, reżyseria: Laura Słabińska, 2. premiera: 4 lutego 2017, Mała Scena przy Nowym Świecie. Tytuł oryginału: „Oh, wie schön ist Panama”; przekład: Emilia Bielicka; adaptacja, teksty piosenek i reżyseria: Laura Słabińska; asystentka reżyserki: Katarzyna Wysłucha; scenografia i lalki: Pavel Hubička; muzyka: Piotr Klimek; choreografia: Jacek Gębura. Obsada: Rafał Derkacz (animacja Misia), Rafał Domagała (animacja Tygryska), Cezary Jabłoński (narrator), Łukasz Kabus (narrator), Katarzyna Wysłucha (narrator)[20].
- „Niezwykły lot pilota Pirxa”, spektakl dla dzieci, wg Stanisława Lema, reżyseria: Jerzy Machowski, 3. premiera: 25 lutego 2017, Mała Scena przy Nowym Świecie. Adaptacja i reżyseria: Jerzy Machowski; scenografia: Ľudmila Bubánová; lalki: Olga Ryl-Krystianowska; projekcje wideo: Michał Dresner; muzyka: Ignacy Zalewski. Obsada: aktorzy Teatru Papahema – Paulina Moś (Asystentka, Krystyna, animacja Łajki), Helena Radzikowska (Jolanta, Nieznajomy), Paweł Rutkowski (Pirx), Mateusz Trzmiel (Boerst, Android, animacja Łajki), oraz Łukasz Kucharzewski (Profesor)[21].
- „O Józku, który grał bigbit”, scen. i reż. Alina Moś-Kerger, 4. premiera: 31 marca 2017, Mała Scena przy Nowym Świecie. Scenariusz i reżyseria: Alina Moś-Kerger; asystentka reżyserki: Patrycja Wróbel; scenografia i kostiumy: Anna Kaczkowska; muzyka: Łukasz Forest Piechota; kierownik wokalny: Ewa Zug; choreografia: Katarzyna Kostrzewa; inspicjent: Marek Migdał. Obsada: Maciej Piasny (Józek K.), Karol Kadłubiec (Stefan Heine), Grzegorz Kliś (G. Miller, J. Lennon, M. Jagger), Małgorzata Pauka (Dźwięk 1), Dominika Majewska (Dźwięk 2), Izabela Baran (Dźwięk 3), Katarzyna Kostrzewa (Miłość)[22].
- „Psie serce” wg Michaiła Bułhakowa, reżyseria: Krzysztof Rekowski, 5. premiera: 7 kwietnia 2017, Duża Scena przy Nowym Świecie, widownia na scenie. Tłumaczenie: Irena Lewandowska; adaptacja i reżyseria: Krzysztof Rekowski; scenografia: Jan Kozikowski; projekcje: Emilia Sadowska; muzyka: Sławomir Kupczak; ruch sceniczny: Filip Szatarski; inspicjent: Marek Migdał; produkcja: Beata Sokołowska. Obsada: Mariusz Galilejczyk (Szarik/Szarikow), Łukasz Kucharzewski (prof. Preobrażeński), Michał Wolny (dr Bormental), Alina Czyżewska (Zina), Aleksandra Maj (Szwonder), Karolina Burek (Sekretarka/Wiaziemska), Łukasz Kabus (Żarowkin). Ze specjalnym udziałem Ewy Wyszomirskiej i Waldemara Kotasa (projekcje)[23].
- „Nora”, Henryk Ibsen, reżyseria: Judyta Berłowska, 6. premiera: 22 czerwca 2017, Mała Scena przy Nowym Świecie. Przekład: Anna Marciniakówna; adaptacja i reżyseria: Judyta Berłowska; konsultacja dramaturgiczna: Amadeusz Nosal; scenografia i kostiumy: Aleksandra Żurawska; światła: Wacław Czarnecki; muzyka: Dawid Rudnicki; ruch sceniczny: Nela Mitukiewicz; inspicjent: Marek Migdał; produkcja: Patrycja Wróbel Obsada: Izabela Baran (Nora Helmer), Piotr Bułka (Torvald Helmer), Mariusz Galilejczyk (dr Rank), Dominika Majewska (pani Linde), Maciej Miszczak (Nils Krogstad)[24].

#### Sezon 2017/ 2018
- „Ich czworo. Reality show”, spektakl inspirowany tekstem Gabrieli Zapolskiej, reżyseria: Julia Mark, 7. premiera: 22 września 2017, Duża Scena przy Nowym Świecie. Reżyseria: Julia Mark; asystentka reżyserki: Mira Mańka; dramaturgia: Mira Mańka i zespół; scenografia: Agata Skwarczyńska; asystentka scenografki: Zuzanna Zajt; reżyser światła: Damian Pawella; ruch sceniczny: Jarosław Staniek; asystentka choreografa: Katarzyna Zielonka; muzyka: Wojciech Długosz; inspicjent: Marek Migdał; produkcja: Patrycja Wróbel. Obsada: Alina Czyżewska (Żona), Patryk Kulik (Mąż), Aleksandra Maj (Mania), Grzegorz Kliś (Fedycki), Karolina Burek (Sandra), Robert Zawadzki (Królik), Zosia Kubacka/ Agatka Kampka (Lila)[25].
- „W kole”, Krystyna Miłobędzka, spektakl dla dzieci, reżyseria: Bartosz Kurowski, 8. premiera: 7 października 2017, Scena Mikro przy Nowym Świecie. Adaptacja i reżyseria: Bartosz Kurowski; scenografia: Klaudia Laszczyk; muzyka: Marcin Kusz; produkcja: Beata Sokołowska; konsultant ds. teatru dzieci i młodzieży: Zbigniew Prażmowski. Obsada: Iga Bancewicz, Olga Żmuda, Marcin Kusz (muzyka na żywo)[26].
- „Lekcja tańca w Zakładzie Weselno-Pogrzebowym Pana Bamby”, wg Hrabala i Haska, reżyseria: Łukasz Czuj, 9. premiera: 13 października 2017, Duża Scena przy Nowym Świecie. Koprodukcja z Teatrem im. Heleny Modrzejewskiej w Legnicy, premiera w Legnicy – 16 września 2017 r. Reżyseria: Łukasz Czuj; scenariusz: Łukasz Czuj, Marcin Miętus; teksty songów: Michał Chludziński; scenografia i kostiumy: Michał Urban; muzyka: Łukasz Matuszyk; choreografia: Jakub Lewandowski; inspicjent: Jolanta Naczyńska (Legnica), Marek Migdał (Gliwice); produkcja: Patrycja Wróbel. Muzyka na żywo: Łukasz Matuszyk (akordeon, piano), Robert Kamalski (klarnet, saksofon), Piotr Hałaj/ Piotr Kosiński (tuba), akompaniator: Andrzej Janiga. Obsada: Joanna Gonschorek (Pan Bamba), Łukasz Kucharzewski (Przewodniczący Zdenek Krogulczyk), Albert Pyśk (Gustaw Roger Opoczeński), Paweł Palcat (Jan Bucefał), Mateusz Krzyk (Dozorca Wiktor Bloudek), Maciej Piasny (Walter Piwońka, chemik), Michał Wolny (Gaston Koszulka, fryzjer), Zuza Motorniuk/ Alina Czyżewska (Olga Piwońka, bufetowa), Katarzyna Dworak (Panna Nadia Grudówna), Małgorzata Pauka (Urszula Piękniejska)[27].
- „Dzieci z Bullerbyn”, wg Astrid Lindgren, spektakl dla dzieci, reżyseria: Jerzy Jan Połoński, 10. premiera: 25 listopada 2017, Mała Scena przy Nowym Świecie. Tytuł oryginału: „Alla vi barn i Bullerbyn”; przekład: Irena Szuch-Wyszomirska; adaptacja sceniczna: Anna Ilczuk; reżyseria: Jerzy Jan Połoński; scenografia: Joanna Martyniuk; muzyka: Marcin Partyka; producentka: Beata Sokołowska; konsultant ds. teatru dzieci i młodzieży: Zbigniew Prażmowski. Obsada: Magdalena Zabel (Lisa), Anna Moś (Britta), Iga Bancewicz (Anna), Rafał Domagała (Lasse), Cezary Jabłoński (Olle), Kornel Sadowski (BOSSE)[28].
- „Damy i Huzary”, Aleksander Fredro, reżyseria: Gabriel Gietzky, 11. premiera; 6 stycznia 2018, Duża Scena przy Nowym Świecie. Reżyseria: Gabriel Gietzky; scenografia i kostiumy: Maria Kanigowska; projekcje: Tomasz Gawroński; muzyka: Marcin Nenko; ruch sceniczny: Marlena Bełdzikowska, Witold Jurewicz; inspicjent: Marek Migdał; produkcja: Patrycja Wróbel. Obsada: Izabela Baran (Zosia), Aleksandra Batko (Zuzia), Karolina Olga Burek (Fruzia), Wiktoria Czubaszek (Józia), Alina Czyżewska (Panna Aniela), Mariusz Galilejczyk (Kapelan), Anna Kadulska (Pani Orgonowa), Łukasz Kucharzewski (Major), Grzegorz Kliś (Grzegorz), Aleksandra Maj (Pani Dyndalska), Maciej Piasny (Rotmistrz), Michał Wolny (Porucznik Edmund)[29].
- „Wszechogarniająco”, Nikołaj Kolada, reżyseria: Tomasz Man, 12. premiera: 16 lutego 2018, Duża Scena pezy Nowym Świecie. Koprodukcja z Teatrem IMKA z Warszawy. Autor: Nikołaj Kolada; tłumaczenie: Agnieszka Lubomira Piotrowska; reżyseria: Tomasz Man; scenografia i kostiumy: Aneta Piekarska-Man; muzyka: Tomasz Man; suflerka: Magdalena Jaracz; inspicjenci: Marek Migdał/ Katarzyna Wysłucha; producentka: Patrycja Wróbel. Obsada: Maria Pakulnis, Ewa Dałkowska[30].
- „Mała Syrena”, wg H.Ch. Andersena, spektakl dla dzieci, reżyseria: Martyna Majewska, 13. premiera: 10 lutego 2018, Mała Scena przy Nowym Świecie. Scenariusz i reżyseria: Martyna Majewska; scenografia i kostiumy: Anna Haudek; projekcje: Jakub Lech; muzyka: Dawid Majewski; inspicjentka: Katarzyna Wysłucha; produkcja: Beata Sokołowska; konsultant ds. teatru dzieci i młodzieży: Zbigniew Prażmowski. Obsada: Iga Bancewicz (Królewna), Wiktoria Czubaszek (Mała Syrena), Alina Czyżewska (Balladyna), Justyna Kokot (Wiedźma), Cezary Jabłoński (Babcia), Kornel Sadowski (Książę). Aktorzy w projekcjach wideo: Karolina Burek, Joanna Kowalska, Jakub Kowalczyk, Dominika Majewska, Katarzyna Wysłucha[31].
- „Tramwaj zwany pożądaniem”, Tennessee Williams, reżyseria: Jacek Jabrzyk, 14. premiera: 24 marca 2018, Mała Scena przy Nowym Świecie. Tytuł oryginału: „A Streetcar Named Desire”; przekład: Jacek Poniedziałek; reżyseria: Jacek Jabrzyk; scenografia i kostiumy, reżyseria światła: Bartholomäus Martin Kleppek; muzyka: Jakub Orłowski; inspicjent: Marek Migdał; produkcja: Patrycja Wróbel. Obsada: Izabela Baran (Eunice Hubbell), Mateusz Korsak (Steve Hubbell), Łukasz Kucharzewski (Harold „Mitch” Mitchel), Dominika Majewska (Stella Kowalski), Mateusz Nędza (Stanley Kowalski), Mirosława Żak (Blanche DuBois), Oliver Ntuk / Karol Nowakowski (chłopiec)[32].
- „Romeo i Julia”, William Szekspir, reżyseria: Krzysztof Rekowski, 15. premiera: 18 maja 2018, Duża Scena przy Nowym Świecie. Przekład: Stanisław Barańczak; reżyseria: Krzysztof Rekowski; scenografia i kostiumy: Katarzyna Paciorek; choreografia: Filip Szatarski; koordynator walk: Marek Migdał; projekcje video: Emilia Sadowska; muzyka: Sławomir Kupczak; produkcja: Patrycja Wróbel; asystentka scenografa: Janina Łubkowska; inspicjent: Marek Migdał/ Katarzyna Wysłucha. Obsada: Izabela Baran (chór), Kamil Baryła (gościnnie) (Abraham, Dowódca Straży), Karolina Burek (Julia Capuletti), Alina Czyżewska (Pani Montecchi, chór), Mariusz Galilejczyk (Romeo Montecchi), Kamil Joński (gościnnie) (Baltazar, Strażnik), Łukasz Kabus (gościnnie) (Merkucjo), Karol Kadłubiec (gościnnie) (Benvolio), Grzegorz Kliś (Montecchi), Jakub Kruczek (gościnnie) (Samson, Piotr), Łukasz Kucharzewski (Ojciec Laurenty), Igor Kujawski (gościnnie) (Capuletti), Aleksandra Maj (Marta), Dominika Majewska/ Katarzyna Wysłucha (chór), Andrzej Michalski (gościnnie) (Grzegorz, Aptekarz), Bartłomiej Mieszczak (gościnnie) (dubler), Maciej Piasny (Tybalt), Michał Wolny (Parys), Beata Wnęk-Malec (gościnnie) (Pani Capuletti), ze specjalnym udziałem Jerzego Treli jako Księcia Escalusa (obecny na projekcjach)[33].
- „Szpak Fryderyk”, Rudolf Herfurtner, spektakl dla dzieci, reżyseria: Marta Streker, spektakl dla dzieci, 16. premiera: 26 maja 2018, Mała Scena przy Nowym Świecie. Przekład: Lila Mrowińska-Lissewska; reżyseria: Marta Streker; scenografia i kostiumy: Anna Trzpis; muzyka: Sebastian Ładyżyński; produkcja: Beata Sokołowska; konsultant ds. teatru dzieci i młodzieży: Zbigniew Prażmowski. Obsada: Katarzyna Kostrzewa, Paweł Majchrowski[34].

#### Sezon 2018/ 2019
- „Miłość w Leningradzie”, Siergiej Sznurow (zespół Leningrad), scen. i reż. Łukasz Czuj, 17. premiera: 6 września 2018, Duża Scena przy Nowym Świecie. Scenariusz i reżyseria: Łukasz Czuj; teksty piosenek i muzyka: Siergiej Sznurow; tłumaczenie piosenek: Michał Chludziński; scenografia i kostiumy: Elżbieta Rokita; ruch sceniczny: Maciej Cierzniak; kierownictwo muzyczne: Remigiusz Hadka; kierownictwo wokalne: Ewa Zug; inspicjent: Marek Migdał; produkcja: Patrycja Wróbel. Obsada: Karolina Olga Burek, Mariusz Kiljan (gościnnie), Łukasz Kucharzewski, Aleksandra Maj, Dominika Majewska, Tomasz Mars (gościnnie), Małgorzata Pauka (gościnnie), Katarzyna Dworak (gościnnie), Maciej Piasny, Michał Wolny, Mirosława Żak. Muzyka na żywo (zespół muzyczny): Damian Drzymała (perkusja), Remigiusz Hadka (gitary, akordeon, piano), Michał Sosna / Robert Kamalski (saksofon tenorowy i barytonowy), Bartłomiej Stuchlik (kontrabas, bas, piano)[35].
- „Malutka Czarownica”, wg Otfrieda Preusslera, spektakl dla dzieci, reż. Daniel Arbaczewski, 18. premiera: 13 października 2018, Mała Scena przy Nowym Świecie. Tytuł oryginału: Die kleine Hexe; tłumaczenie: Hanna Ożogowska, Andrzej Ożogowski; scenariusz i reżyseria: Daniel Arbaczewski; scenografia, lalki, kostiumy: Eva Farkašová; muzyka: Marcin Partyka; produkcja: Beata Sokołowska; konsultant ds. teatru dzieci i młodzieży: Zbigniew Prażmowski. Obsada: Iga Bancewicz, Anna Moś, Rafał Domagała, Cezary Jabłoński, Kornel Sadowski[36].
- „Najmrodzki, czyli dawno temu w Gliwicach”, scen. i reż. Michał Siegoczyński, 19. premiera: 30 listopada 2018, Duża Scena przy Nowym Świecie. Scenariusz i reżyseria: Michał Siegoczyński; konsultacja dramaturgiczna: Martyna Wawrzyniak; dokumentacja historyczna: Tomasz Ogonowski; scenografia i kostiumy: Katarzyna Sankowska; muzyka: Kamil Pater; projekcje i światła: Michał Głaszczka; kamery: Tomasz Wypych, Bartosz Dziuba; ruch sceniczny: Alisa Makarenko; inspicjent: Marek Migdał; produkcja: Patrycja Wróbel. Obsada: Izabela Baran (Gliwice, Tola, Hippiska, Dziewczyna w kożuchu), Karolina Olga Burek (Jadzia, Temida, Milicjantka, Hippiska, Dziewczyna w kożuchu), Przemysław Chojęta (gościnnie) (Marchewa, Ojciec Zdzisława, Górnik), Mariusz Galilejczyk (Sewer, Niemiec, Marian najmłodszy brat, Ryszard najstarszy brat, Jaszczur, Cień, Hippis, Robert De Niro, Porucznik Borewicz, Górnik), Aleksandra Maj (Matka Najmrodzkiego), Dominika Majewska (Grażyna, Czirliderka, Hippiska, Dziewczyna w kożuchu), Mariusz Ostrowski (gościnnie) (Zdzisław Najmrodzki), Krzysztof Prałat (gościnnie) (Kondor, Różewicz, Wałęsa, Pierwszy Sekretarz Partii, Józef Glemp, Reżyser, Milicjant), Michał Wolny (Aktor, Hippis)[37].
- „Królowa Śniegu”, wg H.Ch. Andersena, spektakl dla dzieci, reż. Przemysław Jaszczak, 20. premiera: 8 grudnia 2018, Mała Scena przy Nowym Świecie. Reżyseria: Przemysław Jaszczak; scenariusz i teksty piosenek: Magdalena Żarnecka; scenografia i kostiumy: Aleksandra Starzyńska; muzyka: Piotr Klimek; ruch sceniczny: Michał Ratajski; projekcje: Aleksandra Ołdak; inspicjentka: Katarzyna Wysłucha; produkcja: Beata Sokołowska; konsultant ds. teatru dzieci i młodzieży: Zbigniew Prażmowski. Obsada: Urszula Chrzanowska (Gerda), Cezary Jabłoński (Kolega, Wrona, Ojciec rozbójników), Anna Moś (Koleżanka, Frida – kobieta z ogrodu, Mała rozbójniczka), Kornel Sadowski (Kaj, Renifer, Rozbójnik), Justyna Schabowska (Królowa Śniegu, Rzeka, Rozbójnik), Katarzyna Wysłucha[38].
- „Tchnienie” (wg sztuki „Płuca”), Duncan Macmillan, reż. Rafał Szumski, 21. premiera: 8 lutego 2019, Mała Scena przy Nowym Świecie. Tytuł oryginalny: „Lungs”; przekład: Anna Gujska; reżyseria: Rafał Szumski; scenografia i kostiumy: Aleksandra Grabowska; muzyka: Daniel Malchar; inspicjent: Marek Migdał; produkcja: Beata Sokołowska. Obsada: Alina Czyżewska, Łukasz Kucharzewski, Daniel Malchar/ Kamil Malchar (muzyka na żywo)[39].
- „Wieczór kawalerski”, Robin Hawdon, reż. Giovanny Castellanos, 22. premiera: 8 marca 2019, Duża Scena przy Nowym Świecie. Tytuł oryginału: „Perfect Wedding”; przekład: Elżbieta Woźniak; reżyseria: Giovanny Castellanos; scenografia: Wojciech Stefaniak; kostiumy: Wanda Kowalska; muzyka: Marcin Rumiński; ruch sceniczny: Marlena Bełdzikowska, Witold Jurewicz. Obsada: Karolina Olga Burek (Rachel, panna młoda), Mariusz Galilejczyk (Bill, pan młody), Aleksandra Maj (Daphne, matka panny młodej), Dominika Majewska, /Alina Czyżewska (Judy, dziewczyna), Małgorzata Pauka (gościnnie) (Julie, pokojówka), Maciej Piasny, /Michał Wolny (Tom, drużba), Krzysztof Prałat (gościnnie), /Łukasz Kucharzewski (Dupont, kierownik hotelu)[40].
- „Miasto we krwi” wg kronik królewskich Williama Szekspira, reż. Jacek Głomb, 23. premiera: 17 maja 2019, Scena przy alei Przyjaźni w Ruinach Teatru Victoria. Scenariusz: Robert Urbański; scenografia i kostiumy: Małgorzata Bulanda; ruch sceniczny: Leszek Bzdyl; video: Karol Budrewicz; muzyka: Kormorany; asystent ds. produkcji: Krzysztof Karaś; asystentka reżysera: Alina Czyżewska. Muzyka na żywo: Kormorany (Jacek „Tuńczyk” Fedorowicz, Krzysztof „Konik” Konieczny, Piotr „Blusmen” Jankowski, Marcin Witkowski) Obsada: Alina Czyżewska (Szarlota), Edyta Torhan* (Eleonora), Aleksandra Maj (Konstancja/Buntowniczka 1), Mirosława Żak* (Małgorzata), Karolina Olga Burek (Eliza), Dominika Majewska (Joanna/Buntowniczka 2), Joanna Gorzała* (Buntowniczka 3), Łukasz Kucharzewski (Ludwik), Jakub Klimaszewski* (Filip), Przemysław Chojęta* (Król Jan/Biskup), Robert Zawadzki* (Gloucester), Artur Paczesny* (York), Michał Wolny (Król Karol/Pisarz), Kornel Sadowski* (Artur/Clifford), Łukasz Kabus* (Reignier/Edward), Mariusz Galilejczyk (Alencon/Ryszard), Maciej Piasny (Król Henryk), Grzegorz Wojdon* (Suffolk) *gościnnie[41].
- „Powitanie”, spektakl dla dzieci, scen. i reż. Bartosz Kurowski, 24. premiera: 18 maja 2019, Scena Mikro przy Nowym Świecie. Koprodukcja z Teatrem Zagłębia w Sosnowcu, premiera 2 czerwca 2019. Scenariusz i reżyseria: Bartosz Kurowski; scenografia i kostiumy: Klaudia Laszczyk; muzyka: Łukasz Grund; produkcja: Beata Sokołowska; konsultant ds. teatru dzieci i młodzieży: Zbigniew Prażmowski. Obsada: Iga Bancewicz, Cezary Jabłoński, Łukasz Grund (muzyka na żywo)[42].

Sezon 2019/ 2020
- „Plotka”, Francis Veber, reż. Cezary Iber, 25 premiera: 11 października 2019, Duża Scena przy Nowym Świecie
- „Tuwim dla dzieci”, Julian Tuwim, scen. i reż Jerzy Jan Połoński, 26 premiera: 16 listopada 2019, Mała Scena przy Nowym Świecie
- „Dwunastu gniewnych ludzi” Reginald Rose, reż. Adam Sajnuk, 27 premiera: 12 grudnia 2019, Dużą Scena przy Nowym Świecie
- „Tuwim dla dorosłych – rewia kabaretowa” Julian Tuwim, Scen. i reż Jerzy Jan Połoński, 28 premiera: 3 stycznia 2020, Duża Scena przy Nowy Świecie
- „Nina i Paul” Thilo Reffert, reż. Roksana Miner, 29 premiera: 1 lutego 2020, Mała Scena przy Nowy Świecie
- „Wpuść mnie...Dokądkolwiek pójdziemy, będzie szedł za nami” Agata Biziuk, reż. Agata Biziuk, 30 premiera: 29 lutego 2020, Duża Scena przy Nowym Świecie
- „Pod kolor”, scenariusz i reżyseria Daniel Arbaczewski, premiera internetowa 21 czerwca 2020, premiera 13 września 2020, Scena Mikro przy Nowym Świecie; scenografia i kostiumy: Dariusz Panas; występują: Iga Bancewicz, Rafał Domagała, Antonina Federowicz (gościnnie); spektakl dla widzów od lat 2, dwujęzyczny (angielsko-polski)

Sezon 2020/2021
- „Przygody Tomka Sawyera” wg Marka Twaina, reżyseria Krzysztof Materna, scenariusz Jerzy Jan Połoński, premiera 19 września 2020; Duża Scena przy Nowym Świecie.